# Paragonia nummularia
Paragonia nummularia là một loài bướm đêm trong họ Geometridae.